# Іваниха
Івани́ха — абсолютно дикий та невідомий широкому загалу водоспад в Українських Карпатах (масив Покутсько-Буковинські Карпати). Розташований на безіменному потоці, ліва притока Роженки (басейн Черемошу), в селі Великий Рожин (ділянка Кубеївка) Косівського району Івано-Франківської області на відстані приблизно 8 км від автошляху Р 62 (Чернівці — Криворівня).
Загальна висота перепаду води — бл. 13-14 м. Водоспад утворився в місці, де потік перетинає потужну товщу пісковиків. Водоспад важкодоступний, маловідомий. Особливо мальовничий після рясних дощів або під час танення снігу.

## Етимологія назви
За місцевими переказами, водоспад названий в честь місцевої жительки, яка прожила понад 100 років і використовувала воду для повсякденних потреб.

## Світлини та відео

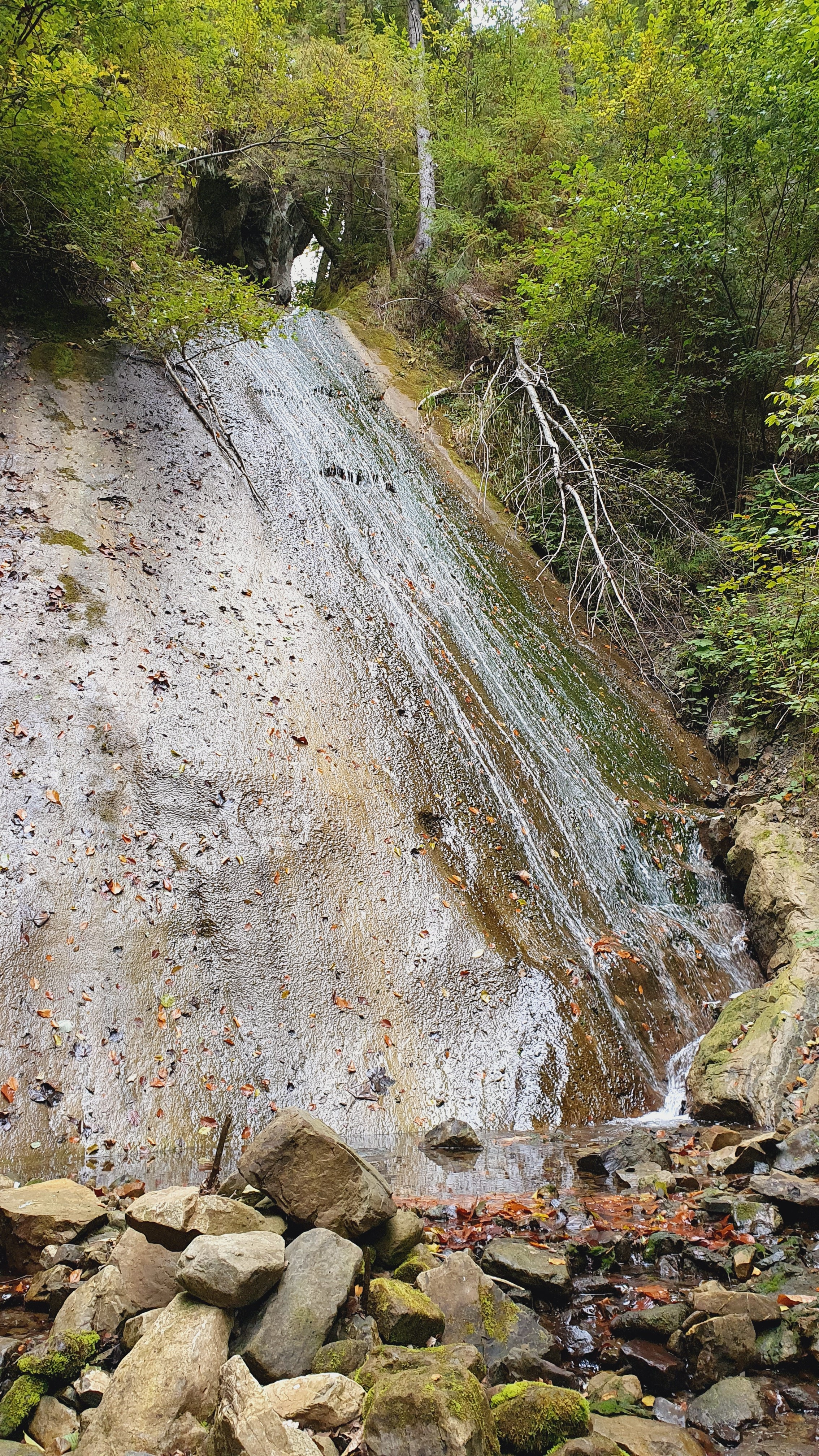
Водоспад зблизька
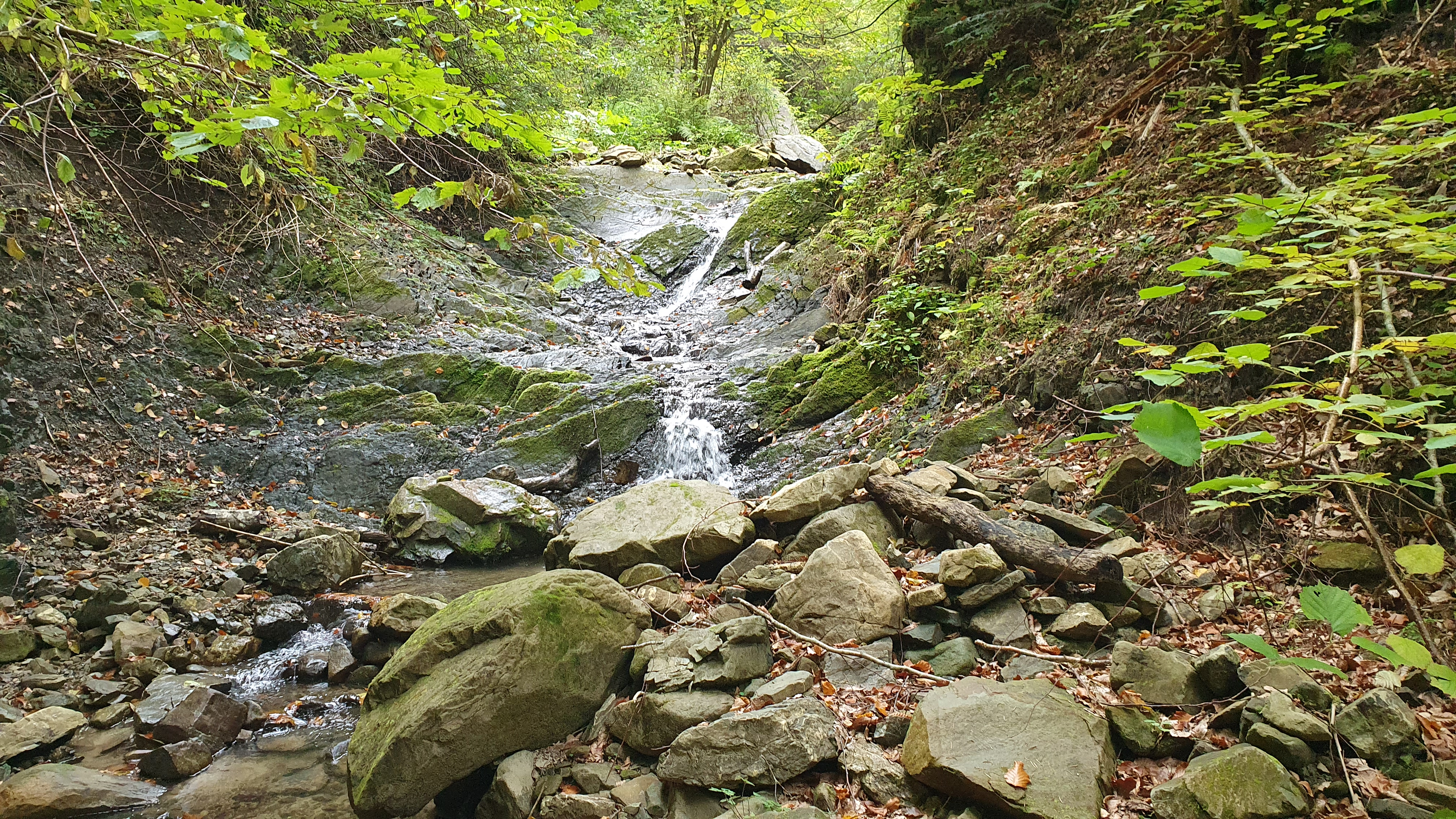
Дорога до водоспаду
- Відео водоспаду